# Arhopala sophilus
Arhopala sophilus är en fjärilsart som beskrevs av Hans Fruhstorfer 1914. Arhopala sophilus ingår i släktet Arhopala och familjen juvelvingar. Inga underarter finns listade i Catalogue of Life.